# 하치만 신
하치만 신(八幡神)은 일본의 신토(神道)에서 섬기는 신으로, 특히 세이와 겐지(清和源氏), 간무 헤이시(桓武平氏) 등 일본 전국의 무가(武家)에서 무운의 신, 즉 군신(軍神)으로써 「弓矢八幡」(弓矢八幡)로써 숭배 대상이 되었다.
하치만(八幡)은 훈독으로 야하타노카미(やはたのかみ)라고도 읽으며, 혼다와케노 미코토(誉田別命)라고 불렸고, 으레 일본 제15대 천황으로 알려진 오진 천황(応神天皇)과 동일시되었다. 또한 일찍이 신불습합(神仏習合)이 이루어져 하치만 대보살(八幡大菩薩)이라 불렸고, 신사 안에 진구지(神宮寺)가 세워졌다.

## 개요
일본의 신토에서 하치만 신은 오진 천황(호무타와케노 미코토誉田別命)의 신령으로, 긴메이 천황(欽明天皇) 32년(571년)에 처음 우사(宇佐) 땅에 나타났다고 전하고 있다. 오진 천황(호무타와케노 미코토)을 주신으로 해서 히메노카미(比売神), 오진 천황의 어머니로 알려진 전설적인 인물 진구 황후(神功皇后)와 함께 포함해 하치만 삼신(八幡三神)으로써 제사지낸다. 또한 신사에 따라서는 하치만 삼신 가운데 히메노카미나 진구 황후 대신 주아이 천황(仲哀天皇)이나, 다케노우치노 스쿠네(武内宿禰), 다마요리히메노 미코토(玉依姫命)를 섬기는 신사도 있다.
- 히메노카미

아마테라스와 스사노오가 서로의 앞에서 맹세를 해 보일 때, 스사노오가 지닌 검 도쓰카노쓰루기를 아마테라스가 씹어 내뱉은 자리에서 태어났다는 무나가타 세 여신(宗像三女神), 즉 다기쓰히메노 미코토(多岐津姫命)・이치키시마히메노 미코토(市杵嶋姫命)・다기리히메노 미코토(多紀理姫命)의 세 여신이 지쿠시(筑紫)의 우사 섬(宇佐嶋, 우사의 오모토 산御許山)에 강림했다고 전한다.. 이들 무나카타 세 여신은 일본에서 무나카타 씨(宗像氏) 등 아마비토(海人) 집단이 섬기는 신이었다. 이것이 진구 황후의 삼한 정벌 때 무나카타 씨(胸形氏)가 협력한 것을 계기로 무나카타 씨 등이 섬기던 세 여신이 야마토 조정의 신으로써 포섭되었다는 것이다. 또한 하치만 신의 현신하기 전의 옛 신인 지주신(地主神)으로써도 알려져 있었다. 히메노카미는 하치만 신의 부인, 내지 백모, 또는 어머니 신으로써의 다마요리히메(玉依姫命)나, 오진 천황의 황후인 나카쓰히메노 미코토(仲津姫命)라는 설이 있다. 도다이지(東大寺)에 소장된 《도다이지요록》(東大寺要録)이나 《스미요시 대사 신대기》(住吉大社神代記)에 하치만 신을 오진 천황이라 기술한 기록이 처음 등장하는 것으로 보아 나라 시대(奈良時代)에서 헤이안 시대(平安時代)에 걸쳐, 오진 천황이 기존의 하치만 신과 동일시되기 시작한 것으로 보인다. 최근의 연구에서는 히메노카미는 히미코(卑弥呼) 또는 아마테라스일 것으로 보는 설이나 시라야마히메 신(白山比咩神)이라고 보는 설도 등장하고 있다.
- 진구 황후(神功皇后)

《고사기》 및 《일본서기》 기록 속에서 오진 천황은 어머니 태내에서부터 이미 천황이 될 운명을 타고 난 「태중(胎中)의 천황」이라 불렸고, 황후에 대한 신앙이 모자신앙으로까지 확대되었다고 해석되고 있다. 삼한 정벌에 협력했다는 무나카타 씨 등이 섬기던 무나카타 세 여신이나 스미요시 삼신(住吉三神), 아마테라스 오미카미 등의 많은 신들이 각지에서 섬겨졌고, 진구 황후 이후 쓰시마(対馬)의 히로하타 하치만 대신(広幡乃八幡大神, 오진 천황)은 이름의 유래인 커다란 군기(軍旗) 여덟 개를 세워 신을 제사하게 되었다는 전설이 있다.

### 황실의 조상신
하치만 신은 오진 천황의 신령으로써 일본 황실의 조상신이라는 위치로 함께 지니고 있어, 가마쿠라 시대의 군담소설 《조큐기》(承久記)에도 「일본국의 제위(帝位)는 이세(伊勢)의 아마테라스 오미카미(天照太神)・하치만 대보살(八幡大菩薩)께서 점지하시는 바」라고 기록되어 있는 등 아마테라스에 버금가는 황실의 수호신으로 알려져 있었다. 호무타 하치만구(誉田八幡宮)의 창건도 오진 천황과의 연고가 예로부터 깊었고, 황실도 우사 신궁(우사 하치만구)나 이와시미즈 하치만구(石清水八幡宮)를 이세 신궁(伊勢神宮)에 버금가는 두 번째 종묘(宗廟)로 취급해 숭배하고 받들었다.

### 신불습합

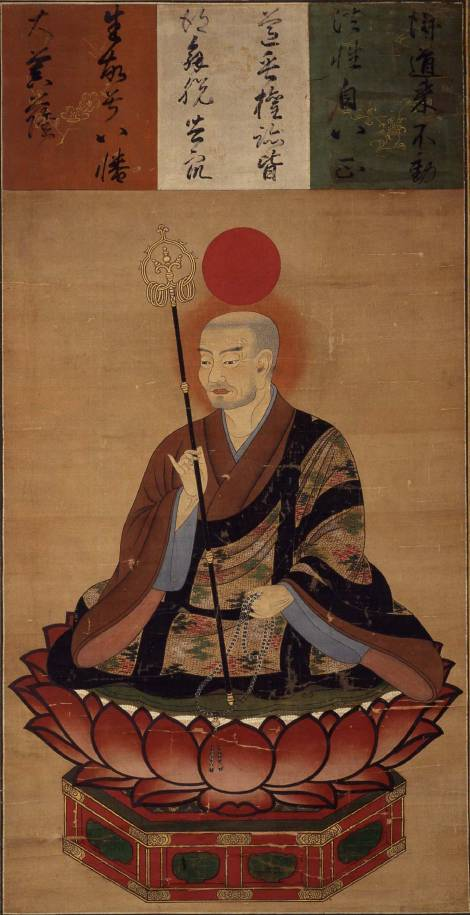
승려의 모습으로 그려진 하치만 신.

도다이지의 대불이 제작되던 덴표쇼호(天平勝宝) 원년(749년), 우사 하치만(宇佐八幡)의 신탁을 받았다고 자처하는 비구니가 수도로 올라와 하치만 신께서 대불 제작에 협력하실 것을 선언하셨다고 전했다는 기록이 있어 일찍이 불교와의 습합이 이루어졌던 것으로 보인다. 덴오(天応) 원년(781년) 일본 조정은 우사 하치만에게 국가를 지키고 불교를 수호하는 신으로써 하치만 대보살(八幡大菩薩)이라는 이름을 하사하였다. 이로부터 전국의 사찰에서는 수호신으로써 하치만 신을 권청해 오는 일이 많아졌고 이는 하치만 신앙이 일본 전국으로 확대되는 결과를 가져왔다. 훗날 본지수적(本地垂迹) 관념에 따라 아미타여래가 하치만 신의 본지불(本地仏)이라는 믿음이 퍼져갔다. 그러나 가마쿠라 시대의 승려 니치렌(日蓮)은 이러한 믿음을 부정하고 하치만 대보살은 석가여래의 본지불이라 주장하였다.
헤이안 시대 이후 세이와 겐지, 간무 헤이시 등의 무사의 존숭을 받아 전국에 하치만 신사가 권청되고, 본지수적 사상이 확대되면서 승려 형태로 표현되게 되어, 이를 「승형(僧形) 하치만 신」이라 한다.

## 역사 속의 하치만 신

### 하치만 신의 유래와 정체에 대하여
하치만 신을 오진 천황으로 지목한 기록은 《고사기》나 《일본서기》, 《속일본기》에는 등장하지 않고, 하치만 신의 유래를 오진 천황으로 보는 데는 엄밀하게 말해 근거가 없다고 할 수 있다. 《도다이지요록》이나 《스미요시 대사 신대기》에 하치만 신을 오진 천황으로 지목한 기술이 등장하는 것으로 보아 나라 시대에서 헤이안 시대에 걸쳐 처음으로 오진 천황이 하치만 신과 동일시되기 시작했음을 추정할 수 있다. 현대 일본 전국에 존재하는 하치만 신사의 제신(祭神)은 대부분 오진 천황이지만, 앞에서 서술한 바와 같이 하치만 삼신을 형성하는 히메노카미, 진구 황후 등, 다마요리히메나 오진 천황의 아버지인 주아이 천황과 함께 제사지내는 신사도 적지 않다.
「하치만」(八幡)이라는 단어 자체는 이미 《속일본기》 덴표(天平) 9년(737년)조에 처음 등장하며, 읽는 방법은 덴표쇼호 원년(749년)의 선명에 「히로야노 야하타노 오카미」(広幡乃八幡大神)로, 《일본영이기》(日本霊異記)의 「야하타노카미」(矢幡神)나 《겐지모노가타리》(源氏物語) 제22첩 다마카즈라(玉鬘)의 「야하타노 미야」(ヤハタの宮)처럼 훈독으로 읽었지만, 훗날 신불습합과 함께 불교의 방식대로 음독해 「하치만」으로 읽게 된 것으로 보인다. 「하타」(幡)란 「신」이 내려오는 「강림처」로써의 「깃발」을 의미하는 말로 보인다. 야하타(八幡)란 여덟(일본어에서 숫자 8은 으레 「많다」는 의미로 쓰인다)의 깃발을 의미하며, 전설에 따르면 진구 황후가 삼한 정벌을 위해 쓰시마에 다다랐을 때 제단에 여덟 개의 깃발을 세워 제사를 지냈고 오진 천황이 태어났을 때 지붕 위에 여덟 개의 깃발이 펄럭이고 있었다고 한다.
원래 하치만 신은 일본 기타큐슈(北九州)의 호족이었던 구니노미야쓰코(国造) 우사 씨(宇佐氏)의 씨족신이었다고 하며 우사 신궁(宇佐神宮)에서 제사를 받들었는데, 숱한 영검을 보이며 야마토 조정(大和朝廷)의 수호신이 되었다. 역사적으로는 신탁을 잘 내린 신으로써도 알려져 있었다. 덴표 20년(748년) 9월 1일, 하치만 신은 자신의 출자를 「나는 오래 전 진단국(震旦国, 중국)에 강림하였으며 지금은 일역(日域, 일본국)을 진수하는 대신이 되었도다」(《우사탁선집宇佐託宣集》 권2, 권6)고 밝혔다고 한다. 그러나 《부젠 국 풍토기》(豊前国風土記) 일문(逸文)에는 「옛날, 신라국의 신이 몸소 건너오셔서 이 가와라(河原, 고하루香春)에 머무르셨다」고 하였다.「신도노 카타노 카바네 계도」(辛嶋勝姓系図)에 따르면 스사노오노 미코토(素戔嗚尊)와 그 아들 이소타케 신(五十猛神)의 자손으로 아마테라스와 친척간이라고 적었다.

### 일본의 황권과 하치만 신, 그리고 무가
요로(養老) 4년(720년), 서쪽에서 하야토(隼人)의 난이 일어나자 일본 조정은 이를 진압하기 위해 우사 하치만 신에게 신탁을 받도록 했다. 이에 하치만 신은 「내가 몸소 정벌하러 내려가 항복시켜야겠다」고 하면서 몸소 정벌에 다다랐다고 하며, 많은 수의 하야토를 죽인 것에 대한 방생회를 열게 했다고 한다. 또한 덴표쇼호 원년(749년)에 쇼무 천황(聖武天皇)이 국가의 심볼로써 나라의 대불을 만들 것을 명했을 때, 우사 하치만 신은 천황과 함께 금은의 봉황을 얹은 수레를 타고 수도로 들어와 이를 도왔다고 한다.
진고케이운(神護景雲) 3년(769년), 쇼토쿠 여제의 총애를 등에 업고 천황의 자리를 넘보던 승려 도쿄(道鏡)는 여제에게 자신을 다음 천황으로 지명하게 하고자 「도쿄를 황위에 앉혀야 천하가 태평할 것이다」라는 요지의 탁선을 우사 신궁에서 받았다고 선언했다. 그러나, 조정은 와케노 기요마로(和気清麻呂)를 우사 신궁에 보내 신의 뜻을 재차 확인하도록 했고, 오히려 「무도한 자를 제거하여야 한다」는 탁선만을 받아 왔다. 이로써 도쿄의 야망은 무너졌다.
헤이안 시대 후기 반도(坂東)를 기반으로 조정에 대해 반란을 일으킨 다이라노 마사카도(平将門)는 스스로를 신황(新皇)이라 자처하였는데, 《쇼몬키》(将門記)에서는 덴교(天慶) 2년(939년)에 고즈케(上野)의 관아에서 마사카도가 하치만 대보살로부터 「신황」의 지위를 보증받았다고 전하고 있다. 교토 조정에서도 이를 조복(調伏)하기 위해 이와시미즈 하치만구(石清水八幡宮)에서 기원이 열렸고, 난이 진압된 뒤에는 국가를 진호하는 신으로써 숭경이 높아져 일본 천황과 상황의 이와시미즈 하치만구 행차는 엔유 천황(円融天皇) 이래 240번이나 이루어졌다.
쇼헤이 덴교의 난을 진압하는 데 공을 세운 세이와 겐지(清和源氏), 간무 헤이시를 비롯한 무가들 사이에서 하치만 신이 널리 숭앙되기 시작한 것도 이 무렵이었다. 세이와 겐지는 하치만 신을 씨족신으로써 존숭하였고, 일본 전국 각지에 권청하였다. 가와치 겐지의 무장 이요노카미 요리요시(伊予守頼義)는 가와치국(河内国) 쓰바이(壷井, 지금의 오사카 부 하비키노 시 쓰바이)에 권청한 쓰바이 하치만구(壺井八幡宮)를 가와치 겐지의 씨족신으로써 선포하였다. 그리고 그의 아들 요시이에도 이와시미즈 하치만구에서 원복을 치르고 스스로를 「하치만타로 요시이에」(八幡太郎義家)라 칭했다. 이후 요리요시, 요시이에 부자는 전9년의 역, 후3년의 역을 진압하고 무사들을 규합하는 과정을 거쳐 반도에서 겐지의 기반을 다지는 데 공헌하였다.
이처럼 하치만 신은 무가를 고대의 왕조적 질서로부터도 해방시켜, 훗날의 일본의 역사에서 아마테라스를 받드는 교토의 조정과는 다른 세계를 여는데 큰 역할을 하였다. 그것이 무가가 하치만 신을 수호신으로써 숭앙한 한 이유였다.

### 무가정권의 성립과 하치만 신
지쇼(治承) 4년(1180년), 헤이케(平家) 추도를 위해 거병한 미나모토노 요리토모(源頼朝)가 헤이케와 맞선 첫 번째 전투인 후지강 전투는 현재의 일본 시즈오카현(静岡県) 기세강의 하치만(八幡) 부근에 요리토모의 본영이 있었다고 알려져 있다. 오슈(奥州)에서 형을 돕겠다고 달려온 미나모토노 요시쓰네(源義経)가 요리토모와 대면한 곳도 이곳이었다. 동현 슨토군 시미즈정에 있는 기세가와 하치만 신사(黄瀬川八幡神社)에는 이때 형제가 대면해 헤이케 추토를 맹세했다는 대면석(対面石)이라는 바위가 남아 있다. 요리토모가 형제간의 알력으로 다시 북쪽으로 달아난 요시쓰네를 뒤쫓는 과정에서 가마쿠라를 중심으로 하는 무가정권은 탄생하였다. 오슈 후지와라 씨를 의지해 히라이즈미로 달아났던 요시쓰네가 후지와라노 야스히라에게 배신당해 자결한 뒤, 요리토모는 다시 군사를 일으켜 오슈 후지와라 씨의 거점 히라이즈미를 함락시키고 오슈 전역을 차지하였다. 이때 요리토모는 「이세 대신궁」(伊勢大神宮) 「하치만 대보살」의 이름을 비단에 적은 깃발을 앞세웠다고 한다.
요리토모는 자신이 세운 막부(幕府)의 거점 가마쿠라(鎌倉)에 하치만 신을 모셔다 쓰루가오카하치만구(鶴岡八幡宮)를 세웠고, 막부의 고케닌들도 무가의 주된 수호신으로써 그들의 영지 안에 하치만 신을 권청해 신사를 세웠다. 그 뒤로도 군신으로써 많은 무장들이 하치만 신을 숭배하였고, 다시 교토의 무로마치(室町)에 아시카가씨(足利氏)의 막부가 수립된 뒤로도 계속되었다. 아시카가 장군가(足利将軍家)는 아시카가 공방가와 함께 겐지 부흥을 목표로 내세웠고, 역대 무가정권 가운데서도 가장 열성적으로 하치만 신을 숭배했던 것으로 유명하다.
도요토미 히데요시는 사후 자신을 「신하치만」(新八幡)으로써 모실 것과 도다이지 대불전(東大寺大仏殿)에 있던 다무케산 하치만구(手向山八幡宮)를 본떠 국가진호(国家鎮護)를 위해 세웠던 교토 히가시야마(東山)의 호코지를 수호할 하치만구를 지을 것을 유언으로 명하였다. 그러나 히데요시 사후 어수선하던 정국 속에 결국 도요토미 정권 말기를 주도한 도쿠가와 이에야스에 의해 「신하치만」이 아닌 고요제이 천황에게서 하사받은 「도요쿠니 대명신」(豊国大明神)이라는 이름으로 도요쿠니 신사에 모셔지게 되었다.

### 메이지 이후
1868년(메이지 원년)에 내려진 신불분리령(神仏分離令)에 따라 전국의 하치만구는 신사로 개조되었고, 진구지(神宮寺)도 폐지되어 본지불이나 승형 하치만 신의 상도 철거당했다. 하치만 대보살이라는 칭호 또한 폐지되었다. 우사 하치만구나 이와시미즈 하치만구에서 열리던 방생회도 각기 추슈 마쓰리(仲秋祭), 이와시미즈 마쓰리(石清水祭) 등으로 고쳐졌다.
교토 도지(東寺) 경내에 있던 진슈 하치만구(鎮守八幡宮)도 신불분리령 당시 화재로 소실되었는데, 1992년에야 재건되었고 구카이가 몸소 새겼다고 전하는 승려형 하치만 대보살 상이 본존으로 모셔졌다. 쓰루가오카 하치만구의 경우 현대에 6월과 9월에 반딧불이 방생회, 방울벌레 방생회가 열리고 있다.
신불분리령 이후로도 하치만 신의 군신으로써의 신앙은 유지되었고, 태평양 전쟁 말기 일본 육해군 항공기지에는 「나무하치만대보살」(南無八幡大菩薩)이라 작은 큰 깃발을 걸어놓았고, 「하치만」의 이름을 붙인 공습부대도 있었다. 또한 항공기 조종사(특히 가미카제 특공대의 경우)의 신앙을 받았다. 1944년에 일본에서 제작된 항공기 조종사를 그린 프로파간다 영화 「뇌격대 출동」 중에서도 출격하면서 하치만 대보살의 깃발을 휘날리는 장면이 있다.

## 주요 하치만 신사
하치만 신을 제사지내는 신사는 하치만구(八幡宮) 또는 하치만 신사(八幡神社)・하치만노야시로(八幡社)・하치만 님(八幡さま)・와카야마 신사(若宮神社)라 불리며, 그 수는 1만에서 2만 곳에 달한다고 알려져 있다. 이는 이나바 신사(稲荷神社)에 이어 일본 전국 규모 2위이며, 오카다 쇼지(岡田荘司)에 따르면 제신(祭神)으로써 일본 전국의 신사를 분류할 경우 하치만 신앙으로 분류할 수 있는 신사는 모두 7,817곳으로 일본 전국 1위라고 한다.

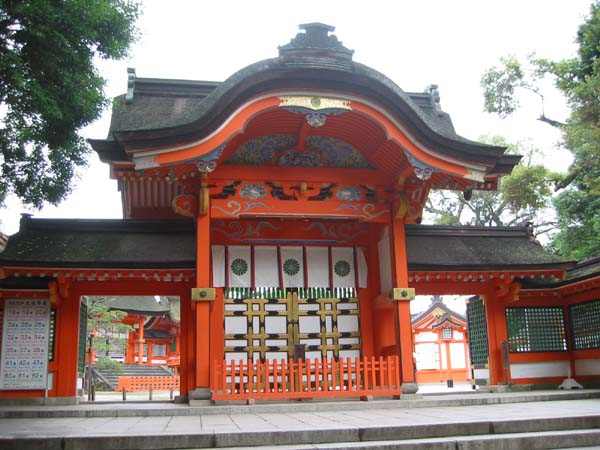
우사 신궁

하치만 신사의 총본사는 오이타현(大分県) 우사시(宇佐市)에 있는 우사 신궁(宇佐神宮, 우사 하치만구宇佐八幡宮)이다. 원래 우사 지방의 오카미 씨(大神氏)의 씨족신이었던 것으로 보인다. 농경의 신 또는 바다의 신으로 모셔졌으나 야나기타 구니오(柳田國男)는 대장장이 신이었지 않을까 추정하였다. 긴메이 천황(재위 539년 - 571년)에 오카노 히키(大神比義)라는 자에 의해 제사되고 있었다고 한다.
우사 하치만구에 전해지는 《하치만 우사궁 어선탁집》(八幡宇佐宮御託宣集) 등에서는 긴메이 천황 32년(571년) 정월 초하루에 「호무타노 스메라미코토 히로하타노 하치만마로」(誉田天皇広幡八幡麿)라고 자칭하는 하치만 신이 나타났고 이때부터 하치만 신을 오진 천황으로 동일시하게 되었다는 전승을 전하고 있다. 또한 후쿠오카현(福岡県)의 이즈카시(飯塚市) 다이부(大分, 가에 군嘉穂郡 옛 지쿠호 정筑穂町)에 있던 다이부 궁(大分宮, 다이부 하치만구大分八幡宮)은 우사 신궁의 본궁으로써 하코자키 궁(筥崎宮)의 원궁(元宮)이라고, 《하치만 우사궁 선탁집》에 기록되어 있다.
일본에서는 흔히 3대 하치만으로써 오이타 현 우사 시의 우사 신궁과 교토 부 야와타시의 이와시미즈 하치만구 그리고 후쿠오카시의 하코자키 하치만구를 꼽는데, 하코자키 하치만구 대신 가마쿠라의 쓰루가오카 하치만구를 더하기도 한다.

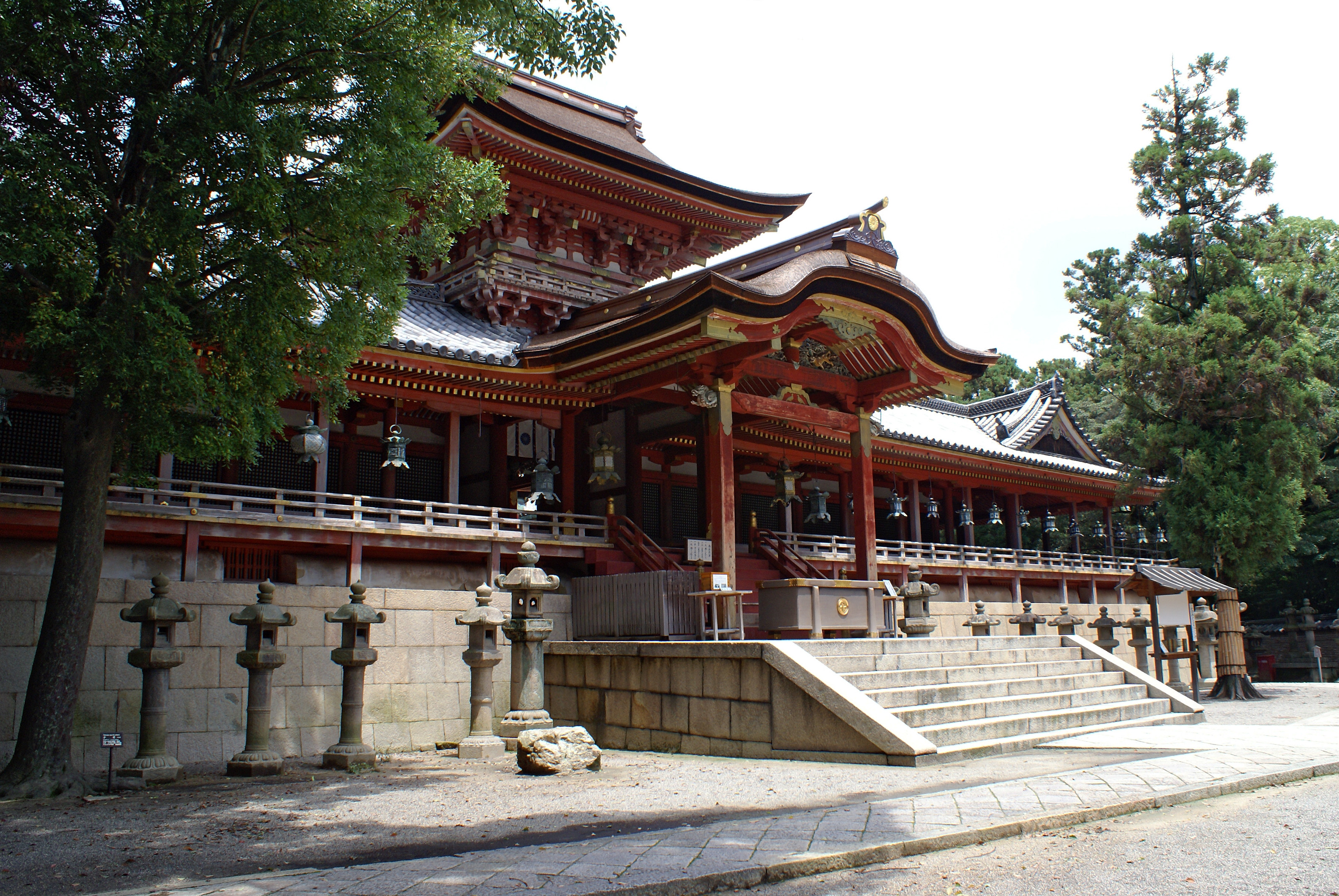
이와시미즈 하치만구(石清水八幡宮)
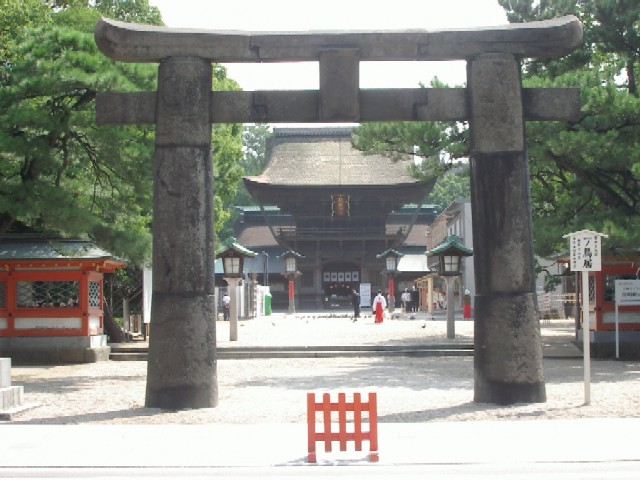
하코자키 궁(筥崎宮)
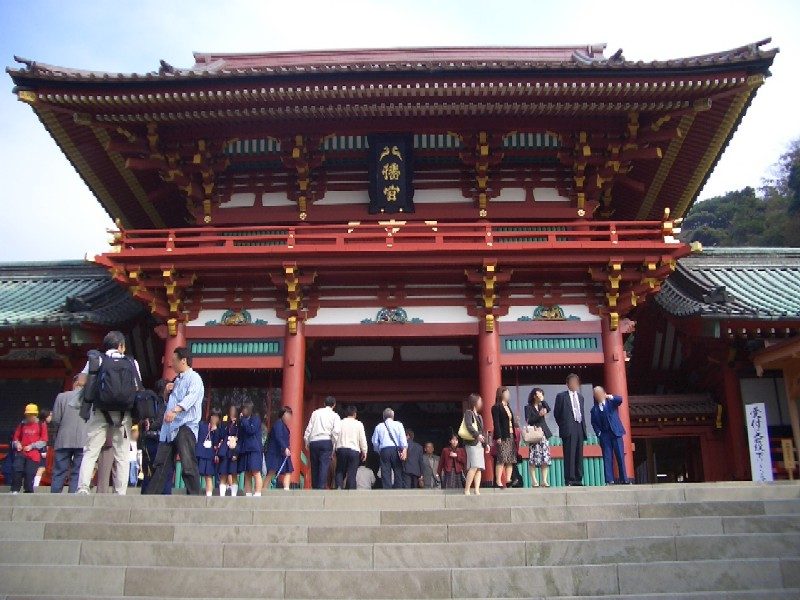
쓰루가오카 궁(鶴岡八幡宮)

## 같이 보기
- 미나모토노 요리노부
- 다문천왕